# ISO/IEC 9126
ISO 9126 era un estándar internacional para la evaluación de la calidad del software. Fue reemplazado en 2005 por el conjunto de normas SQuaRE, ISO 25000:2014, la cual desarrolla los mismos conceptos. 

## Fundamentos
Este estándar proviene desde el modelo establecido en 1977 por McCall y sus colegas, los cuales propusieron un modelo para especificar la calidad del software. El modelo de calidad McCall está organizado sobre tres tipos de Características de Calidad:
- Factores (especificar): Describen la visión externa del software, como es visto por los usuarios.
- Criterios (construir): Describen la visión interna del software, como es visto por el desarrollador.
- Métricas (controlar): Se definen y se usan para proveer una escala y método para la medida.

El estándar provee un entorno para que las organizaciones definan un modelo de calidad para el producto software. Haciendo esto así, sin embargo, se lleva a cada organización la tarea de especificar precisamente su propio modelo. Esto podría ser hecho, por ejemplo, especificando los objetivos para las métricas de calidad las cuales evalúan el grado de presencia de los atributos de calidad.
Un producto software está definido en un sentido amplio como: los ejecutables, código fuente, descripciones de arquitectura, y así. Como resultado, la noción de usuario se amplía tanto a operadores como a programadores, los cuales son usuarios de componentes como son bibliotecas software.
El modelo incluye métricas internas y externas. Métricas internas son aquellas que no dependen de la ejecución del software (medidas estáticas), mientras que las métricas externas son aquellas aplicables al software en ejecución. La calidad en las métricas de uso están sólo disponibles cuando el producto final es usado en condiciones reales. Idealmente, la calidad interna no necesariamente implica calidad externa y esta a su vez la calidad en el uso.

## Características
El estándar está dividido en cuatro partes las cuales dirigen, realidad, métricas externas, métricas internas y calidad en las métricas de uso y expendido. El modelo de calidad establecido en la primera parte del estándar, ISO 9126-1, clasifica la calidad del software en un conjunto estructurado de características y subcaracterísticas. Cada subcaracterística (como adaptabilidad) está dividida en atributos. Un atributo es una entidad la cual puede ser verificada o medida en el producto software. Los atributos no están definidos en el estándar, ya que varían entre diferentes productos software. Las características se organizan de la siguiente manera:
- Funcionalidad - Un conjunto de atributos que se relacionan con la existencia de un conjunto de funciones y sus propiedades específicas. Las funciones son aquellas que satisfacen las necesidades implícitas o explícitas.
  - Adecuación - Atributos del software relacionados con la presencia y aptitud de un conjunto de funciones para tareas especificadas.
  - Exactitud - Atributos del software relacionados con la disposición de resultados o efectos correctos o acordados.
  - Interoperabilidad - Atributos del software que se relacionan con su habilidad para la interacción con sistemas especificados.
  - Seguridad - Atributos del software relacionados con su habilidad para prevenir acceso no autorizado ya sea accidental o deliberado, a programas y datos.
  - Cumplimiento funcional.
- Fiabilidad - Un conjunto de atributos relacionados con la capacidad del software de mantener su nivel de prestación bajo condiciones establecidas durante un período establecido.
  - Madurez - Atributos del software que se relacionan con la frecuencia de falla por fallas en el software.
  - Recuperabilidad - Atributos del software que se relacionan con la capacidad para restablecer su nivel de desempeño y recuperar los datos directamente afectos en caso de falla y en el tiempo y esfuerzo relacionado para ello.
  - Tolerancia a fallos - Atributos del software que se relacionan con su habilidad para mantener un nivel especificado de desempeño en casos de fallas de software o de una infracción a su interfaz especificada.
  - Cumplimiento de Fiabilidad - La capacidad del producto software para adherirse a normas, convenciones o legislación relacionadas con la fiabilidad.
- Usabilidad - Un conjunto de atributos relacionados con el esfuerzo necesario para su uso, y en la valoración individual de tal uso, por un establecido o implicado conjunto de usuarios.
  - Aprendizaje- Atributos del software que se relacionan al esfuerzo de los usuarios para reconocer el concepto lógico y sus aplicaciones.
  - Comprensión - Atributos del software que se relacionan al esfuerzo de los usuarios para reconocer el concepto lógico y sus aplicaciones.
  - Operatividad - Atributos del software que se relacionan con el esfuerzo de los usuarios para la operación y control del software.
  - Atractividad
- Eficiencia - Conjunto de atributos relacionados con la relación entre el nivel de desempeño del software y la cantidad de recursos necesitados bajo condiciones establecidas.
  - Comportamiento en el tiempo - Atributos del software que se relacionan con los tiempos de respuesta y procesamiento y en las tasas de rendimientos en desempeñar su función.
  - Comportamiento de recursos - Usar las cantidades y tipos de recursos adecuados cuando el software lleva a cabo su función bajo condiciones determinadas.
- Mantenibilidad - Conjunto de atributos relacionados con la facilidad de extender, modificar o corregir errores en un sistema software.
  - Estabilidad - Atributos del software relacionados con el riesgo de efectos inesperados por modificaciones.
  - Facilidad de análisis - Atributos del software relacionados con el esfuerzo necesario para el diagnóstico de deficiencias o causas de fallos, o identificaciones de partes a modificar.
  - Facilidad de cambio - Atributos del software relacionados con el esfuerzo necesario para la modificación, corrección de falla, o cambio de ambiente.
  - Facilidad de pruebas - Atributos del software relacionados con el esfuerzo necesario para validar el software modificado.
- Portabilidad - Conjunto de atributos relacionados con la capacidad de un sistema de software para ser transferido y adaptado desde una plataforma a otra.
  - Capacidad de instalación - Atributos del software relacionados con el esfuerzo necesario para instalar el software en un ambiente especificado.
  - Capacidad de reemplazamiento - Atributos del software relacionados con la oportunidad y esfuerzo de usar el software en lugar de otro software especificado en el ambiente de dicho software especificado.
- Calidad en uso - Conjunto de atributos relacionados con la aceptación por parte del usuario final y Seguridad.
  - Eficacia - Atributos relacionados con la eficiencia del software cuando el usuario final realiza los procesos.
  - Productividad - Atributos relacionados con el rendimiento en las tareas cotidiana realizadas por el usuario final.
  - Seguridad - Atributos para medir los niveles de riesgo.
  - Satisfacción - Atributos relacionados con la satisfacción de uso del software.

La subcaracterística Conformidad no está listada arriba ya que se aplica a todas las características. Ejemplos son conformidad a la legislación referente a usabilidad y fiabilidad. ISO 9126 distingue entre fallo y no conformidad. Un fallo es el incumplimiento de los requisitos previos, mientras que la no conformidad es el incumplimiento de los requisitos especificados. Una distinción similar es la que se establece entre validación y verificación.

## Enlaces de interés
- ISO 9000
- SQuaRE